# Георгий Барбович
Георгий Гаврилович Барбович (на руски: Георгий Гавриилович Барбович) е руски офицер, капитан. Участник в Руско-турската война (1877 – 1878).

## Биография
Георгий Барбович е роден на 24 април 1849 г. в село Сватки, Полтавска губерния в семейството на потомствен дворянин. Ориентира се към военното поприще. Завършва последователно Орловски кадетски корпус, 3-то Александровско военно училище и Михайловско артилерийско училище (1865, 1867, 1869). Произведен е в първо офицерско звание подпоручик с назначение в 13-а артилерийска бригада.
Участва в Руско-турската война (1877 – 1878) като командир на далекобойна полубатарея. Повишен е във военно звание капитан. Отличава се при превземането на Никопол,а батареята е превъоръжена с пленени турски оръдия от система „Круп“. Проявява се в състава на дясната колона с командир генерал-майор Владимир Доброволски при превземането на Ловеч на 22 август 1877 г. Неговата полубатарея се отличава с ефективна стрелба по турските позиции при височините до село Пресяка и турския редут на височина № 5.
След войната полубатареята е на гарнизон в Пловдив. Умира от тежко заболяване на 8 май 1878 г. и е погребан в Пловдив.